# Béldi–Mikes-kastély (Uzon)
A késő reneszánsz stílusú Béldi–Mikes-kastély a háromszéki Uzon községben található műemlék épület; Románia műemlékeinek jegyzékében a CV-II-a-B-13243 sorszámon szerepel.

## Története
A falu első írásos említése 1332-ből származik Uzun néven, majd 1335-ben Uzumként szerepelt a forrásokban. Az uzoni előnevet megtartó Béldi családnak, már a 15. századtól udvarháza volt Uzonban. 
A 17. század első felében az erdélyi fejedelemség történelmének egyik meghatározó személyisége, Béldi Kelemen volt a birtok tulajdonosa. 1645-ben két fia, János és Pál között osztották meg az uzoni javakat.
A fejedelem elleni összeesküvéssel meggyanúsított Béldi Pál háromszéki főkirálybíró és székely főgenerális birtokának nagy részét 1679-ben Mikes (I.) Kelemen háromszéki főkirálybíró kapta meg I. Apafi Mihály fejedelemtől. Feltételezhető, hogy az új tulajdonos átépíttette az udvarházat, de az épületen nem maradtak fenn 17. századi elemek.
Az újabb átépítés Mikes (I.) Antal háromszéki főkirálybíró nevéhez köthető. Ezt több, 18. századra tehető elem is megerősíti, ilyen például a masszív, kőből épült tornác, a boltozatos termek ívbélletén, illetve a boltfiókok csúcsánál látható stukkódíszek, ugyanakkor a kápolna oldalán található 1755-ös évszám.
Kálnoky Sámuel erdélyi alkancellár kőröspataki építkezéseihez is felhasználták mintaként a 17. század végi „Uzoni Granariumot”. 
1792. végéről maradt fent a két örökös, Mikes János és Mikes Mihály javainak összeírása, amely tartalmazza az uzoni birtok részletes leírását.
Az 1970-es évek végén Kónya Ádám végzett kutatást, melynek során megállapította, hogy a mai épület a 18. századi átépítés jegyeit hordozza. Ezt bizonyítja a kő helyett téglából épített tornác, valamint a stukkódíszek is arra a korra utalnak. 
A kastély államosítás előtti utolsó tulajdonosa gr. Mikes Kelemenné Béldi Emma (1873-1957) volt. 1949 után az épületet az állami gazdaság, majd különböző vállalatok használták. Az utolsó birtokosok elsőszülött fia, gr. Mikes Mihály (1901-1982) első felesége Béldi Ilona (1903-1935) volt, akinek korai halála után férje újranősült, második felesége losonci br. Bánffy Eszter (1911-2004) lett. A kastélyt a család visszaigényelte, és 2004-ben meg is kapta. Jelenleg Mikes Mihály leánya, Borbála (1939) él az uzoni kastélyban. 
Az új tulajdonos unokaöccse, Mikes Zsigmond „hűen a Mikes és Béldi ősök szellemi örökségéhez és történelmi szerepvállaláshoz" felújíttatta az épületet és bevonta a turisztikai körforgásba.

## Leírása
A késő reneszánsz stílusú, kétszintes épület főhomlokzatát középen egy előreugró, emeleti szintjének oldalain három-három boltívvel tagolt tornác hangsúlyozza. Az északi szárny földszintjén három tulipános, stukkódíszes, dongaboltozatos terem található. Az emeleti részen voltak egykor a család szobái: a Palota, a Gróf Háza, az Asszony- és a Leányok Háza.
A 17. században a mai épület három boltozott, később stukkóval is díszített alsó szobája tartozhatott a Béldi kúriához. A 17. századi emlékként valószínűsített reneszánsz pártázat, akárcsak a kastély bolthajtásos kapu feletti részének pártázata a 20. században elpusztult. Mindezek ellenére, elsősorban a portikusz szerűen záródó kiugró, pilléres tornác alapján 17. századinak határozták meg a kúriát. Az épület azonban nem őrzött meg egyetlen 17. századra tehető elemet sem. 
Egykor faragott kövekből épített grádics vezetett az emeleti tornácba, melynek kőlábain zsindely fedeles, hólyagos kis torony állott. A gomb alakú kis tornyocska több helyen előfordult a 17-18. századi székelyföldi nemesi építészetben, így például Miklósváron, Altorján, Zágonban és Imecsfalván is. 
A folyosóról nyílt egy ajtó az emelet központi termébe: a Palotába, melynek mennyezete virágos és cirádás a stukatúrájú volt. A Palotából nyíló ajtó az Udvari kápolnába vezetett. A másik ajtón egy virágos szobába lehetett jutni, onnan balra a Grófok Háza következett, melynek egyik dísze a „nagy könyv tartó almarium” volt.
A Palotából jobbra nyílt az Asszony Háza, majd egy lakhatásra alkalmatlan puszta ház következett, ahonnan a bolthajtásos Leányok Házába lehetett belépni.
Az udvaron egy kő lábakra építtetett bolthajtásos nagy kapu vezetett egy emeletes kapuépületbe, melyet a tiszttartó lakott. Az épület délről északra nyúló részéhez egy udvari kápolna is tartozott. A hátsó homlokzatból kiugró kápolna falán felirat található:
IN NOMINE DNIAEDIFICATA AD 1755 Dieb.July.
A kastély mellett több gazdasági épület is található, a legjelentősebb az emeletes, kőből épült gabonás. Az épület mai képe szegényesebb, az elmúlt évtizedekben ugyanis több díszítőeleme is eltűnt, mint például a főépület délnyugati sarkából kiinduló pártázatos fal, vagy a magtár tört síkú tetőzete. A bolthajtásos kapu fölötti, ma már nem létező pártázat valószínűleg még a 17. században készült, és egymás után sorakozó, golyóvégződésű posztamensekből állt.
A mai épületet a 18. századi átépítés jegyeit hordozza, erre utal a kő helyett téglából épített tornác, valamint a stukkódíszek is azt igazolják. 

## Építtetői, tulajdonosai
A 15. században a Béldi családnak volt udvarháza Uzonban. A 17. század első felében Béldi Kelemen uzoni főnemes volt a birtok tulajdonosa, aki 1625-1627 között fejedelmi tanácsos, majd Háromszék főkapitánya volt.
1645-ben két fia János és Pál között osztották meg az uzoni javakat.
Béldi (III.) Pál (1621-1679) uzoni főnemes, főispán, Háromszék főkirálybírója, I. Apafi Mihály idején 1662-1678 között tanácsúr. A fejedelem elleni összeesküvés miatt a Portára menekült, javait elkobozták.
1679-ben I. Apafi Mihály fejedelemtől kapta meg a birtokot Mikes (I.) Kelemen háromszéki főkirálybíró, aki felújíttatta az épületet.
Az újabb átépítés Mikes (I.) Antal háromszéki főkirálybíró nevéhez köthető. 
1792-től Mikes János és Mikes Mihály lettek az örökösök.
A kastély államosítás előtti utolsó tulajdonosa gr. Mikes Kelemenné Béldi Emma (1873-1957) volt. 
1949 után az épületet az állami gazdaság, majd különböző vállalatok használták. Az utolsó birtokosok elsőszülött fia, gr. Mikes Mihály (1901-1982) első felesége szintén Béldi-leány volt, Ilona (1903-1935).
A rendszerváltás után a kastélyt a család visszaigényelte, és 2004-ben meg is kapta. Jelenleg Mikes Mihály leánya, Borbála (1939) él az uzoni kastélyban. A tulajdonos unokaöccse, Mikes Zsigmond újíttatta fel az épületet.

## Külső hivatkozások
- Hereditatum műemlék adatbázis
- Curia Nobilitarius
- Háromszék napilap. 2008. február 16. szám.